# Bomberman Hero
Bomberman Hero (ボンバーマンヒーロー　～ミリアン王女を救え!～ Bonbāman Hīrō ~Mirian-Ōjo wo Sukue!~?, lit. Bomberman Hero: Rescue Princess Millian!) es un videojuego de acción y la continuación de Bomberman 64 para la consola Nintendo 64.
Bomberman Hero en comparación con su antecesor está más desarrollado en lo que a jugabilidad se refiere, así como tiene más niveles, enemigos, armas, y movimientos como personaje, sin embargo, carece de modo multijugador y es por tanto un juego centrado en un solo jugador.

## Historia
La historia es parecida (e incluso ha podido basarse directamente) a Star Wars, una princesa roba un disco con información secreta de un imperio maligno, y guarda la información a buen recaudo en un robot, pero más tarde a ella le capturan. Bomberman está practicando en el centro de mando cuando llegan las noticias sobre el secuestro de la princesa. Así, Bomberman persigue al Imperio Garaden para salvar a la princesa, pero según pasa la trama, el Imperio consigue la información del disco necesaria para reconstruir a su líder, Bagular, cuyo cuerpo fue destrozado en Super Bomberman 3.
Al inicio Bomberman viaja a través de cuatro mundos, Planet Bomber, Primus Star, Kanatia Star, y Mazone Star. Cada mundo tiene su enemigo final respectivo: Endol, Barudia, Bolban, Natia y Cronus. Dentro de cada mundo hay tres áreas diferentes con su propia colección de pantallas. Hacia la mitad de la aventura Bomberman conoce a Nitros, un personaje enemigo de nuestro protagonista pero en el planeta garaden este le ofrece sus poderes a Bomberman . Además, durante el juego Bomberman se encuentra con personajes de pasadas entregas, como Black Bomber y Louie. El argumento de los tres primeros mundos es que Bomberman intenta alcanzar a la princesa solo para enterarse de que la han trasladado a los siguientes niveles. En cambio, en el área Mzone Bomberman finalmente encuentra a la princesa, que está recluida en un laboratorio, esta le dice que encuentre el resto de los discos en los niveles siguientes. Tras darle los discos a la Princesa Milliam resulta ser en verdad Natia disfrazada. Natia entonces envía estos discos para que Bagular sea reconstruido, al ser reconstruido buscara venganza pero al ser derrotado de nuevo, evil bomber se da cuenta y tratara de detenerlo formando un nuevo planeta, al final Evil Bomber fue derrotado y la misión se ha completado con éxito.

## Enemigos
- Nitros: Un soldado archienemigo de Bomberman con su mismo poder de crear bombas que tiene la misión de perseguir a Bomberman a donde quiera que vaya para matarle incluso si es vencido.
- Endol: Un lagarto Mecánico capaz de lanzar rayos láser con su máquina además tiene el poder de lanzar bolas de energía si su máquina es derrotada y por eso cuesta vencerlo gracias a su gran poder.
- Baruda: Un pajarraco horrible guardián de la llave de la torre de primus que es maestro en ataques aéreos y que gracias a su gran ego a Bomberman le costará vencerlo, sobre todo por aire.
- Natia: Una gata malvada maestra de magia que siempre va armada con un látigo y tiene el poder de dividirse en 2 y va montada en un aerodeslizador además es compañera de cronus a veces en misiones.
- Bolban: Una esfinge en forma de perro con gran poder explosivo que se esconde en su pirámide pero pese a su gran peso puede rodar a gran velocidad y arrollar mortalmente a Bomberman.
- Cronus: Robot uniojo mecánico con poder ignífugo y explosivo capaz de soportar altas temperaturas y combatir bajo la lava y que gracias a ese poder le concedieron ser compañero de natia en misiones.
- Bagular: El líder del Imperio Garaden quien fue destruido pero gracias a un disco de datos fue reconstruido para destrozar a Bomberman, es un lobo y tiene el poder de crear bombas explosivas pero Bomberman lo mata al final.
- Evil Bomber: Enemigo (opcional) final del juego líder del planeta Gossick, solo se desbloquea si completas el juego con todas las esferas púrpuras de poder y tienes que conseguir un "5" en todos los niveles del juego incluyendo los jefes de garaden y después vencer a bagular.